# Таве
Таве́ (фр. Tavey) — коммуна во Франции, находится в регионе Франш-Конте. Департамент — Верхняя Сона. Входит в состав кантона Эрикур-Уэст. Округ коммуны — Люр.
Код INSEE коммуны — 70497.

## География
Коммуна расположена приблизительно в 360 км к юго-востоку от Парижа, в 70 км северо-восточнее Безансона, в 45 км к востоку от Везуля.

## Население
Население коммуны на 2010 год составляло 453 человека.
| 1962 | 1968 | 1975 | 1982 | 1990 | 1999 | 2010 |
| ---- | ---- | ---- | ---- | ---- | ---- | ---- |
| 215  | 250  | 275  | 360  | 337  | 329  | 453  |

## Экономика
В 2010 году среди 265 человек трудоспособного возраста (15—64 лет) 196 были экономически активными, 69 — неактивными (показатель активности — 74,0 %, в 1999 году было 63,8 %). Из 196 активных жителей работали 180 человек (97 мужчин и 83 женщины), безработных было 16 (4 мужчины и 12 женщин). Среди 69 неактивных 17 человек были учениками или студентами, 33 — пенсионерами, 19 были неактивными по другим причинам.

## Фотогалерея

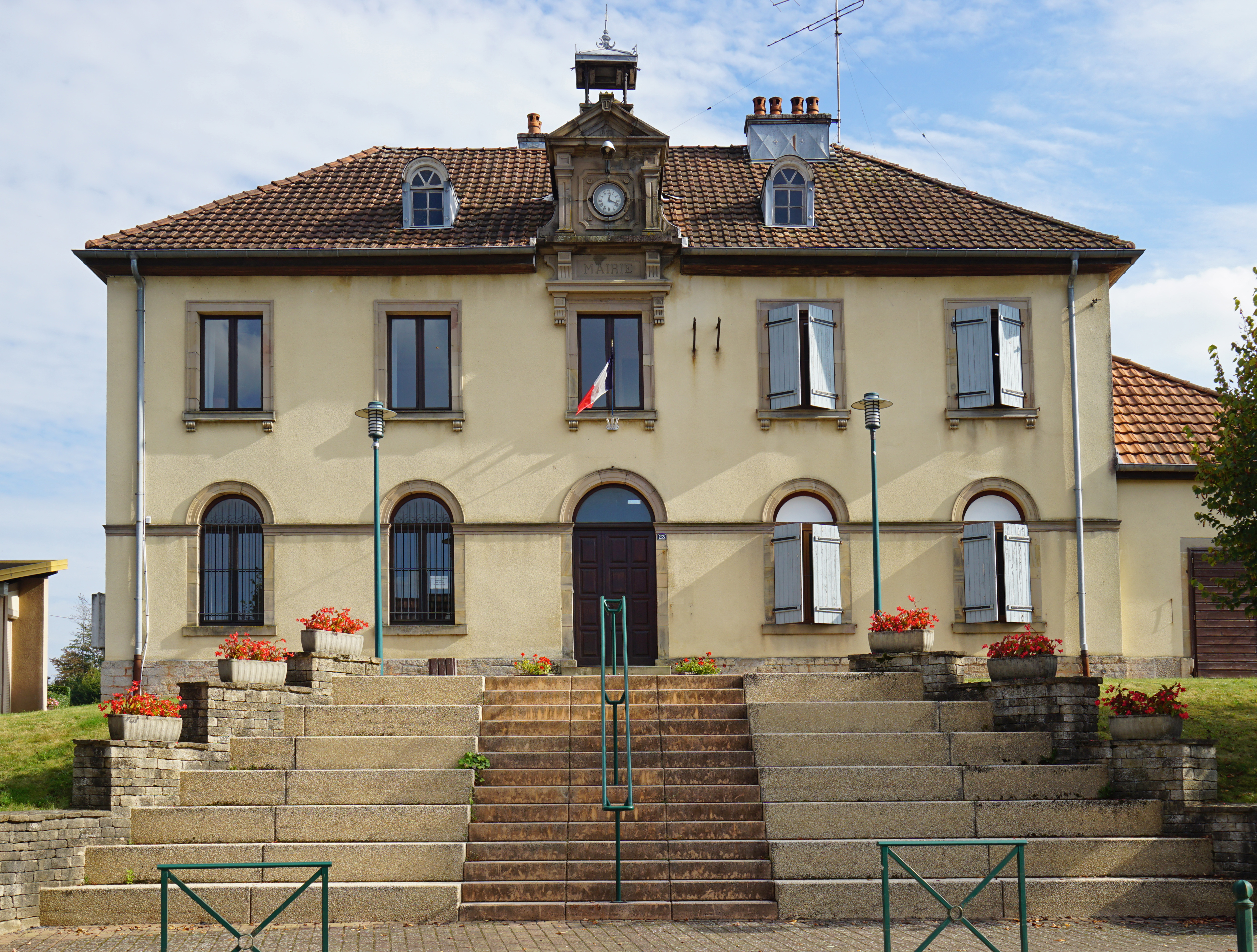
Мэрия
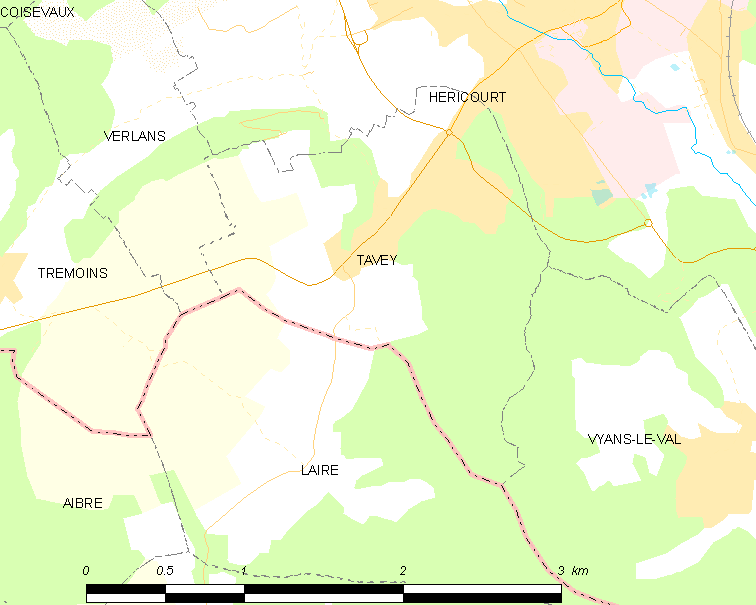
Карта коммуны